# Federación Luxemburguesa de Fútbol
La Federación Luxemburguesa de Fútbol (NFF) (en francés: Fédération Luxembourgeoise de Football) (FLF) es el organismo encargado de la organización del fútbol en Luxemburgo, con sede en Mondercange.
Fue fundada en 1908 y está afiliada a la FIFA desde 1910. En 1954 fue una de las asociaciones fundacionales de la UEFA.
Se encarga de la organización de la Liga y la Copa de Luxemburgo, así como los partidos de la Selección de fútbol de Luxemburgo en sus distintas categorías.

## Historia
La Federación Luxemburguesa de Fútbol nace el 22 de noviembre de 1908 impulsada por los 13 clubes por entonces existentes en Luxemburgo. Dos años más tarde, la temporada 1909/10, tuvo lugar el primer campeonato nacional, con la participación de 26 equipos. Es misma primavera de 1910, concretamente el 13 de marzo, la Federación Luxemburguesa fue aceptada como miembro de la FIFA.

## Presidentes
- Max Metz (1903 – 1913)
- Jules Fournelle (1913 – 1915)
- René Leclère (1915 – 1917)
- J. Geschwind (1917 – 1918)
- Guillaume Lemmer (1918 – 1920)
- Gustave Jacquemart (1921 – 1950)
- Émile Hamilius (1950 – 1961)
- Albert Kongs (1961 – 1968)
- René Van Den Bulcke (1969 – 1981)
- Remy Wagner (1981 – 1986)
- Norbert Konter (1986 – 1998)
- Henri Roemer (1998 – 2004)
- Paul Philipp (2004 – )